# A Buddha születésnapja
A Buddha születésnapja Gautama Sziddhártha herceg születésnapja, amelyet hagyományosan megünnepel a mahájána buddhizmus. A théraváda Tipitaka szövegei (páli szó, jelentése "három kosár") szerint Gautama Lumbini városban született (ma Nepál területén) i. e. 563 körül és Kapilavasztuban nevelkedett.
Eszerint a legenda szerint Gautama herceg születése után röviddel egy Aszita nevű asztrológus meglátogatta a csecsemő édesapját Suddhódanát és megjövendölte, hogy Sziddhárthából vagy király lesz vagy feladja a világi életet és szent emberré fog válni, attól függően, hogy meglátja-e a városfalon kívül található valódi világot.
Suddhódana elhatározta, hogy a fiából király lesz, ezért megtiltotta neki, hogy elhagyja a palotát. Ám az atyai szigor ellenére Gautama 29 éves korában többször is kiszökött. Egy sor találkozás alkalmával - amit a buddhista irodalomban a négy gondolatébresztő látványnak neveznek - értesült a közönséges emberek szenvedéséről, megöregedéséről, megbetegedéséről és haláláról. Találkozott egy aszkéta szent emberrel is, akiről úgy tűnt, hogy békében él és harmóniában a világgal. Ezen élmények hatására Gautama hátrahagyta a királyi életet és elindult a spirituális úton.

## Dátum
A Buddha születésnapjának pontos dátuma az ázsiai Szolunáris naptárakhoz van igazítva. Elsősorban a buddhista naptár és a hindu naptár Vaiszakha hónapjában ünneplik, ezért Vészáknak is nevezik. A Buddha szülőhelyének történelmi országaiban, Indiában és Nepálban, a hindu naptár Vaiszakha hónapjának teliholdas napjain tartják az ünnepet. A théraváda buddhizmus országaiban a buddhista naptárt használják, amely alapján az Upószatha nap teliholdjára szokott esni az ünnep - az 5. vagy 6. holdhónapon. Kínában és Koreában a kínai naptár negyedik hónapjának nyolcadik napján ünnepelnek. A Gergely-naptárban a dátum évente változik, de általában áprilisra vagy májusra esik - szökőévben akár június is lehet.

### Nepál, Srí Lanka, India, Mianmar
Nepálban és a szomszédos délkelet-ázsiai országokban a Buddha születésnapját a Buddhista naptár Vaiszakha hónapjának teliholdas napján tartják, amely a Gergely-naptár szerinti áprilisnak vagy májusnak felel meg. A fesztivál neve Buddha Purnima, mivel a Purnima teliholdat jelent szanszkrit nyelven. Nevezik még a Buddha dzsajantinak, amely nepáliul és hindiül születésnapot jelent.
- nepáli / hindi: Buddha Purnima (बुद्ध पूर्णिमा), Budhha Dzajanti (बुद्ध जयन्ती)

A Gergely-naptár szerint évente változó napra esik:
- 2014: május 14.
- 2015: május 3.
- 2016: május 21.
- 2017: május 10.
- 2018: május 29.

### Kelet-Ázsia Japán kivételével
Sok kelet-ázsiai országban a Buddha születésnapját a kínai naptár negyedik hónapjának 8. napján tartják. Nemzeti ünnepnapnak számít Hongkongban, Makaóban és Dél-Koreában. A Gergely-naptár alapján ez eshet április végétől május végéig.
A Gergely-naptár szerint évente változó napra esik:
- 2013: május 17.
- 2014: május 6.[4]
- 2015: május 25.
- 2016: május 14.[5][6]
- 2017: május 3.
- 2018: május 22.
- 2019: május 12.
- 2020: április 30.

### Japán
A meidzsi-restauráció eredményeképpen 1873-ban Japán átvette a Gergely-naptár használatát a szolunáris naptár helyett. Sok japán templomban a Buddha születését a Gergely-naptár szerint ünneplik és csak ritkábban teszik ezt az ortodox kínai naptár dátumakor.

### Tajvan
1999-ben a tajvani kormány a Buddha születésnapjának május második vasárnapját választotta, így az egybeesik az anyák napjával.